# Литовско-малайзийские отношения
Литовско-малайзийские отношения — международные отношения между Литвой и Малайзией. Литва имеет почетное консульство в Куала-Лумпуре, а посольство Малайзии в Стокгольме, было аккредитовано в Литве.

## История
Дипломатические отношения между Литвой и Малайзией были установлены в 1994 году. В настоящее время Малайзия стремится укрепить двусторонние отношения с Литвой, особенно в сферах экономики, торговли и инвестиций.

## Экономические отношения
Обе страны стремятся расширить сотрудничество, особенно в областях инвестиций, транспорта и логистики, пищевой промышленности, возобновляемых источников энергии и высоких технологий.

## Образование
Между Университетом имени Миколаса Ромериса и Университетом Малайзии Перлис (Universiti Malaysia Perlis) был подписан меморандум о взаимопонимании по развитию партнерства между университетами двух стран.